# Hibiscus malacospermus
Hibiscus malacospermus là một loài thực vật có hoa trong họ Cẩm quỳ. Loài này được (Turcz.) E. Mey. ex Harv. mô tả khoa học đầu tiên năm 1860.